# سوفوکو-جی
سوفوکو-جی (به ژاپنی: 崇福寺 Sōfuku-ji) یک معبد بودایی فرقه رینزای واقع در گیفو (شهر)، ژاپن می‌باشد. ساخت و ساز این ساختمان ۱۳۹۰ به پایان رسید.